# SN 1998at
SN 1998at – supernowa typu II odkryta 22 marca 1998 roku w galaktyce A105454-0344. W momencie odkrycia miała maksymalną jasność 23,80m.